# Kincardine House

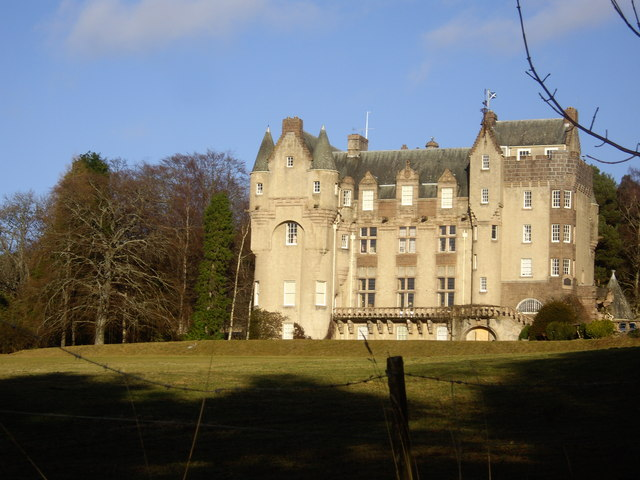
Kincardine House, em Aberdeenshire.

Kincardine House é um castelo vitoriano do século XIX localizado em Kincardine O'neil, Aberdeenshire, Escócia.

## História
Construído em 1897 em substituição de uma casa anterior datada de 1780, chamada de Kincardine Lodge.
Encontra-se classificado na categoria "B" do "listed building" desde 16 de abril de 1971.